# هزره، قبله
هزره (به ترکی آذربایجانی: Həzrə) یک منطقه مسکونی در جمهوری آذربایجان است که در شهرستان قبله واقع شده‌است. هزره ۴۰۳ نفر جمعیت دارد.